# Conone (grammatico)
Conone (in greco antico: Κόνων?, Kónōn; 36 a.C. – 17 d.C.?) è stato un grammatico e mitografo greco antico vissuto nel I secolo a.C.

## Biografia
Conone è situabile cronologicamente nella prima età augustea, in quanto la sua unica opera nota è indirizzata ad Archelao di Cappadocia, re di Cappadocia, che regnò tra il 36 e il 17 a.C. Si può pensare che fosse un erudito di corte, di buona cultura e ben preparato stilisticamente, come rileva Fozio, che ne trasmette un'epitome, affermando "È attico nell'espressione, elegante e piacevole nella dispositio e nei vocaboli; il suo stile mostra anche una certa stringatezza ed alcune caratteristiche inusuali presso la maggior parte degli autori".

## Narrazioni
Conone scrisse, in buon dialetto greco attico, cinquanta Διηγήσεις ("racconti"), che trattano argomenti di mitografia o novellistica (specie di ambito siceliota, forse desunti da Timeo), spesso desunti da leggende di fondazione di colonie.
Questi racconti sono pervenuti in epitome nella Biblioteca di Fozio, che, tuttavia, afferma di riassumere in modo più stringato a partire dal III racconto. 
Questo il contenuto delle Narrazioni: Cap. 1. Mida; Cap. 2. Biblide; Cap. 3. Locro; Cap. 4. Olinto; Cap. 5. Eunomo; Cap. 6. Mopso; Cap. 7. Tamiri; Cap. 8. Canobo o Teonoe; Cap. 9. Semiramide; Cap. 10. Pallene o Clito; Cap. 11. Gli abitanti di Lindo o l'aratore; Cap. 12. Ilo; Cap. 13. Aithilla; Cap. 14. Endimione; Cap. 15. Feneati; Cap. 16. Promaco o Leucocoma; Cap. 17. Sileo; Cap. 18. Autoleonte o Stesicoro; Cap. 19. Psamate o Lino; Cap. 20. Teoclo o Calcidese; Cap. 21. Dardano; Cap. 22. Il Cretese; Cap. 23. Enone; Cap. 24. Narciso; Cap. 25. Gli Iapigi o i Bottiei; Cap. 26. Carno o Codro; Cap. 27. Deucalione; Cap. 28. Tenne ed Emitea; Cap. 29. I Magneti; Cap. 30. Peitenio; Cap. 31. Procne; Cap. 32. Europa; Cap. 33. Smicro o i Branchidi; Cap. 34. Costrizione di Diomede; Cap. 35. Apollo Gipeo; Cap. 36. Gortina; Cap. 37. Cadmo; Cap. 38. I Milesi, o il deposito; Cap. 39. Melanto; Cap. 40. Andromeda; 41. I Pelasgi; 42. La favola di Stesicoro; 43. Anapia e Anfinomo; 44. Leodamante; 45. Orfeo; 46. Enea; 47. Altemene; 48. Faistilo o Ilia; 49. Apollo aigletes; Cap. 50 Tisifono o Tebe.

## Edizioni
- (DE, GRC) Felix Jacoby, 26, in Die Fragmente der griechischen Historiker, Berlino, Weidmann, 1923-1958.